# Cylindropuntia tesajo
Cylindropuntia tesajo ist eine Pflanzenart aus der Gattung Cylindropuntia in der Familie der Kakteengewächse (Cactaceae). Das Artepitheton tesajo verweist auf den spanischen Trivialnamen „Tesajo“.

## Beschreibung
Cylindropuntia tesajo wächst als niedriger und ausgespreizter, bis kurzer, aufrechter, häufig dichotom oder trichotom verzweigender Strauch und erreicht Wuchshöhen von 20 bis 80 Zentimeter. Auf den hellgrünen bis bräunlich grünen, um die Areolen etwas purpurfarben überhauchten, kahlen bis papillaten, sehr schlanken, 3 bis 11,5 Zentimeter langen und 0,5 bis 1,2 Zentimeter im Durchmesser messenden Triebabschnitten befinden sich niedrige unauffällige Höcker. Die cremefarbenen  bis grauen Areolen tragen 2 bis 4 Millimeter lange auffällige, gelbe bis rostfarbene Glochiden. Dornen sind nur auf den obersten Areolen der Triebabschnitte vorhanden, gelegentlich fehlen sie ganz. Es wird bis zu ein aufrechter, gelber bis oranger Hauptdorn ausgebildet, der eine Scheide besitzt und 2 bis 8,2 Zentimeter lang ist. Die bis zu zwei abwärts gebogenen, dunkelbraunen bis grauen sekundären Dornen besitzen keine Dornenscheide und sind bis zu 3 Millimeter lang.
Die Blüten sind gelb bis gelblich grün. Die lohfarbenen Früchte sind trocken und nicht bedornt. Sie sind 1,5 bis 2,5 Zentimeter lang und weisen Durchmesser von 0,5 bis 1,5 Zentimeter auf.

## Verbreitung, Systematik und Gefährdung
Cylindropuntia spinosior ist auf der mexikanischen Halbinsel Niederkalifornien in den Wüstengebieten von San Felipe und Viczaíno in Höhenlagen von 20 bis 800 Metern verbreitet.
Die Erstbeschreibung als Opuntia tesajo von John Merle Coulter wurde 1896 veröffentlicht. Frederik Marcus Knuth stellte die Art 1936 in die Gattung Cylindropuntia. Ein nomenklatorisches Synonym ist Grusonia tesajo (Engelm. ex J.M.Coult.) G.D.Rowley (2006).
In der Roten Liste gefährdeter Arten der IUCN wird die Art als „Least Concern (LC)“, d. h. als nicht gefährdet geführt. Die Gesamtpopulation ist sehr zerstreut verbreitet, lokal tritt die Art aber sehr häufig auf.

## Nachweise